# Philippe Bombled
Pour les articles homonymes, voir Bombled.
Philippe Bombled est un acteur français, né en 1958.

## Biographie
Comédien diplômé de l’INSAS à Bruxelles, il travaille au théâtre avec G. Jung, Jacques Lassalle, Michel Dubois, Didier Bezace, Jean-Louis Benoît. 
En 1989, il devient membre permanent de la Comédie de Caen et joue sous la direction de Jean-Yves Lazennec, Karine Saporta, Mathilde Heizmann, Laurence Février, Michel Raskine...
Depuis 1997, il joue en France et à l’étranger avec Guy Pierre Couleau, Catherine Baugué, Bernard Yerlès, Guy Delamotte, Eric de Dadelsen, Gino Zampieri, Thierry Roisin...
Depuis plusieurs années, il met aussi en scène des spectacles musicaux, notamment avec la Maîtrise de Caen.
En France, il a mis en scène Golden Vanity de Benjamen Britten, des Fables de La Fontaine, À Propos de Bottes de Darius Milhaud, et Casse-Noisette de Tchaïkovski.
Deux de ses textes ont été joués : Trois Cochons à la Menthe et Brise-Glace ou Titapuk.
En Suisse, il a participé à la mise en scène de l'opéra La Finta Semplice de Mozart, et à celle de Carmen de Bizet.
En Allemagne, il a été assistant à la mises en scène des Carmina Burana (Cantate) de Carl Orff au Domstufen Festspiel à Erfurt.
Au cinéma, il a travaillé avec Chantal Akerman, Raoul Ruiz, Silvio Soldini.

## Théâtre
- 1991 : La Princesse de Milan d'après La Tempête de William Shakespeare, mise en scène Michel Dubois, chorégraphie Karine Saporta, Festival d'Avignon, Comédie de Caen
- 1992 : Un ciel pâle sur la ville de René Fix, mise en scène Michel Dubois, Comédie de Caen, Nouveau théâtre d'Angers
- 1993:  La Tempête de William Shakespeare, mise en scène Michel Dubois, chorégraphie Karine Saporta, Théâtre de la Ville
- 1995 : La Seconde Surprise de l'amour de Marivaux, mise en scène Michel Dubois, Comédie de Caen, Nouveau théâtre d'Angers
- 2008 : Voyage en Sicile, 2 pièces en un acte de Luigi Pirandello, La Fleur à la bouche et Cédrats de Sicile, mise en scène Jean-Yves Lazennec,   Théâtre de l'Athénée-Louis-Jouvet

## Filmographie
- 2003 : Vertige de la page blanche de Raoul Ruiz